# 1989 في إسرائيل
فيما يلي قوائم الأحداث التي وقعت خلال عام 1989 في إسرائيل.

## سياسة

### انتهاء فترة المنصب
- 1 يناير – ناحوم أدموني مدير الموساد ‏.

## مواليد

### يناير
- 8 يناير – أوريل دجاني لاعب كرة قدم إسرائيلي.[1]

### فبراير
- 16 فبراير – دانيل اينبيندير لاعب كرة قدم إسرائيلي.[2]
- 27 فبراير – امير أبو النيل لاعب كرة قدم إسرائيلي.

### مارس
- 7 أكتوبر – أوفير مارسيانو لاعب كرة قدم إسرائيلي.[3][3]
- 11 مارس – دانيلا كيرتز ممثلة إسرائيلية.[4]
- 18 مارس – علي الخطيب لاعب كرة قدم إسرائيلي.[5]
- 24 مارس – أومير داماري لاعب كرة قدم إسرائيلي.[6]

### مايو
- 9 مايو – نديم البرغوثي لاعب كرة قدم فلسطيني.[7]

### يوليو
- 8 يوليو – ياردين جربي لاعبة جودو إسرائيلية.

### أغسطس
- 10 أغسطس – بن سحر لاعب كرة قدم.[8]
- 22 أغسطس – شير تزيديك لاعب كرة قدم إسرائيلي.[9]

### أكتوبر
- 7 أكتوبر – أوفير مارسيانو لاعب كرة قدم إسرائيلي.[3][3]
- 8 أكتوبر – هاغيت ياسو مغنية إسرائيلية.

### نوفمبر
- 26 نوفمبر – لؤي طه لاعب كرة قدم إسرائيلي.[10]

### ديسمبر
- 12 ديسمبر – طال[11]

## وفيات

### أكتوبر
- 1 أكتوبر – مصطفى مراد الدباغ (مواليد 1898) كاتب ومدرس فلسطيني.[12]